# T45
T45 var ett svenskt dieselelektriskt lok som tillverkades av Asea under 1971–1972 i totalt fem exemplar. Loket var ett försök från Aseas sida att bryta Nohabs dominans på den svenska marknaden för diesellok. Loket konstruerades med boggier och delar av elutrustningen från Rc-loken. Dieselmotorn var en konstruktion från SEMT-Pielstick och tillverkades på licens av Hedemora Verkstäder medan norska Thune tillverkade de övriga mekaniska delarna.
De fem lok som tillverkades hyrdes ut till SJ och fick en orange/vit färgsättning liknande Rc-lokens. Loken placerades och trafikerade den då ej ännu elektrifierade Siljansbanan till Mora med både godståg och persontåg. Redan 1976 lämnade SJ tillbaka loken till Asea på grund av problem med driftsäkerheten, framför allt hos dieselmotorerna. Försöken att sälja loken utomlands misslyckades i stort och loken slutade sin bana som växellok på olika industrier. Satsningen på diesellok hos Asea upphörde i och med detta misslyckande.

### Webbkällor
- ”Diesellok T45”. Järnväg.net. Arkiverad från originalet den 6 augusti 2019. https://web.archive.org/web/20190806213102/http://www.jarnvag.net/lokguide/t45. Läst 14 mars 2012.